# Укісне лекало
Укісне лекало служить для контролю поперечних профілів водовідвідних канав і кюветів у процесі їхнього будівництва.
Має трикутну форму і складається з трьох шарнірно-з'єднаних між собою планок; укісної (гіпотенузи), вертикальної з виском і сполучної з рівнем. Планки на одному боці мають отвори, які дозволяють встановлювати укісну планку з нахилом, що дорівнює проектній крутизні ухилу (1:1; 1:1,5; 1:1,75; 1:2).